# باولينو لايت
باولينو لايت (بالبرتغالية: Paulino Leite‏) هو مجدف برازيلي، ولد في 1 أبريل 1937 في البرتغال.

## وصلات خارجية
- باولينو لايت على موقع الاتحاد الدولي للتجديف (الإنجليزية)
- باولينو لايت على موقع أوليمبيديا (الإنجليزية)